# La Reine
La Reine es un municipio canadiense situado en la provincia de Quebec.

## Superficie
La Reine tiene una superficie de 97,63 km².

## Demografía
En 2021, tenía 307 habitantes, una densidad poblacional de 3,1 hab./km², y 164 viviendas.